# Michael Pitt-Rivers
Le major Michael Augustus Lane-Fox Pitt-Rivers (27 mai 1917 - décembre 1999) est un propriétaire foncier du West Country qui acquiert une notoriété en Grande-Bretagne dans les années 1950 lorsqu'il est jugé pour sodomie. Ce procès contribue à attirer l'attention du public - et l'opposition - aux lois strictes contre les actes homosexuels telles qu'elles étaient alors en vigueur.

## Jeunesse
Pitt-Rivers est le fils du capitaine George Pitt-Rivers et de l'actrice Mary Hinton, décédée en 1979. Propriétaire terrien du West Country et écologiste aux antécédents colorés, son arrière-grand-père est le lieutenant-général Augustus Pitt Rivers dont la collection ethnographique, donnée à l'Université d'Oxford en 1883, constitue la base du Pitt Rivers Museum qui porte son nom. Michael Pitt-Rivers sert pendant la Seconde Guerre mondiale, obtenant le grade de capitaine en 1946.

## Poursuites en justice
À l'été 1953, Edward Douglas-Scott-Montagu offre à son ami Peter Wildeblood l'utilisation d'une cabane de plage près de sa propriété de campagne. Wildeblood amène avec lui deux jeunes militaires de la RAF, Edward McNally et John Reynolds. Les quatre sont rejoints par le cousin de Montagu, Michael Pitt-Rivers. Lors du procès qui suit, les deux aviateurs se sont rendus à Queen's Evidence et ont affirmé qu'il y avait eu de la danse et un "comportement abandonné" lors du rassemblement. Wildeblood déclare qu'il a en fait été "extrêmement ennuyeux". Montagu affirme que tout cela était remarquablement innocent, en disant: "Nous avons bu quelques verres, nous avons dansé, nous nous sommes embrassés, c'est tout.".
Arrêté le 9 janvier 1954, en mars de la même année, Pitt-Rivers est traduit devant la justice britannique, inculpé de « complot en vue d'inciter certains hommes à commettre des délits graves avec des hommes » ou de « sodomie ».
Pitt-Rivers, Montagu et Wildblood sont inculpés. Pitt-Rivers et Lord Montagu nient les accusations et nient également qu'ils sont homosexuels. Après un procès de huit jours tenu aux assises de Winchester, le 24 mars 1954, Pitt-Rivers et Wildeblood sont condamnés à 18 mois et Lord Montagu à 12 mois de prison à la suite de ces accusations et d'autres. Leur dossier conduit finalement au rapport Wolfenden, qui en 1957 recommande la dépénalisation de l'homosexualité au Royaume-Uni. Il faut dix ans pour que cela se concrétise, avec le Sexual Offences Act 1967.

## Vie privée
Michael Pitt-Rivers épouse Sonia Brownell, la veuve de George Orwell, en 1958. Le couple divorce en 1965.
Il passe la majeure partie de sa vie d'adulte avec son partenaire, William Gronow-Davis, qui hérite de sa succession à sa mort.
Pitt-Rivers dépense une grande partie de sa richesse dans une vie de voyage, financée par la vente des terres les plus productives du domaine Rushmore dont il a hérité dans le Dorset. En 1991, il commence la restauration des Larmer Tree Gardens dans le Wiltshire, qui sont dans un état de négligence depuis la mort de son grand-père en 1900. Les jardins rouvrent au public en 1995. Avec Gronow-Davis, ils collectionnent de nombreuses œuvres d'art, dont des sculptures de leur amie Elisabeth Frink.
Michael Pitt-Rivers est décédé en décembre 1999, à l'âge de 82 ans.
Le rôle de Pitt-Rivers dans la dépénalisation de l'homosexualité en 1967 est exploré dans le docudrame de 2007 de Channel Four A Very British Sex Scandal  et le film 2017 de la BBC Against The Law .